# Hoofdstraat 19 (Borger)

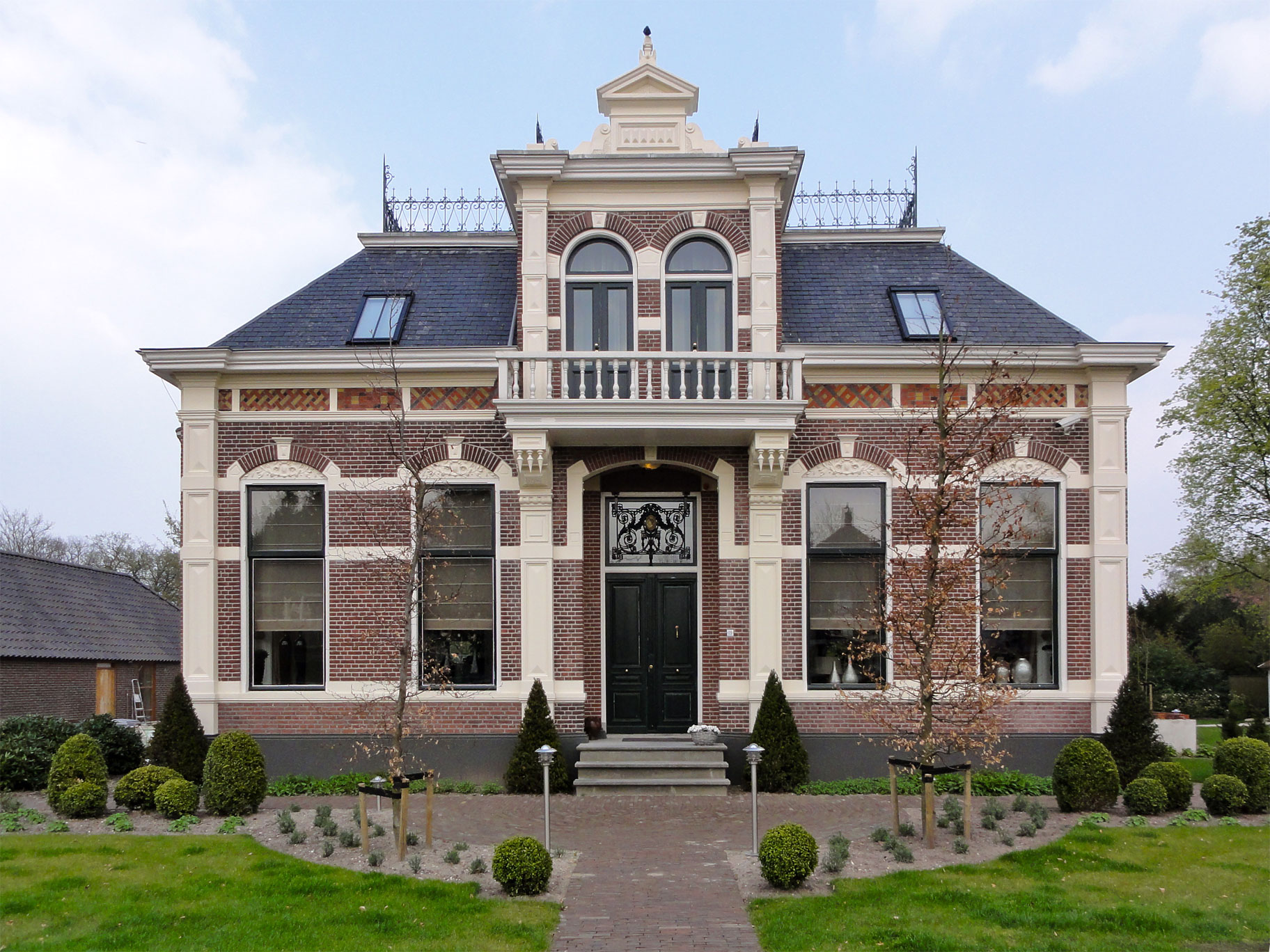
De voormalige burgemeesterswoning aan de Hoofdstraat 19 in Borger anno 2011

De woning aan de Hoofdstraat 19 is een monumentaal pand in Borger in de Nederlandse provincie Drenthe.

## Beschrijving
De woning aan de Hoofdstraat 19 in Borger werd rond 1900 gebouwd in een eclectische bouwstijl met onder meer neorenaissancistische elementen. Het huis is een zogenaamd middenganghuis. De voorgevel is symmetrisch vormgeven. Op de hoeken twee hoekpilasters. De ingang bevindt zich in het midden en is bereikbaar via een portiek met een trap van drie treden. De voordeur heeft een rijk versierd bovenlicht. Ter weerszijden van het portiek bevinden zich aan elke zijde twee vensters met daarboven gedecoreerde boogsegmenten. Boven de ingang is een balkon met balustrade en met twee deuren met halfronde bovenlichten. Onder de brede kroonlijst zijn in de voorgevel rechthoekige gedecoreerde vlakken aangebracht. Het pand heeft een afgeknot zadeldak.
De woning heeft in de jaren 1956 tot 1964 dienstgedaan als ambtswoning voor de burgemeester van de toenmalige gemeente Borger. In 1964 werd het pand verbouwd tot kantoorruimte, eerst voor de dienst gemeentewerken van Borger en daarna voor het architectenbureau Cor Kalsbeek (vanaf 1997 DAAD-architecten). Daarna werd het pand gebruikt door een bouwondernemer. In 2010 vond de laatste renovatie plaats.
Het pand is erkend als rijksmonument onder meer vanwege de geschiedenis, de karakteristieke bouw, de kwaliteit van het ontwerp en de beeldbepalende ligging. De aanwijzing tot monument heeft geen betrekking op het interieur, maar uitsluitend op het exterieur en de tuinaanleg.